# I Decided
"I Decided" é uma canção single da cantora Americana Solange Knowles, lançada nos EUA em 22 de Abril de 2008, escrita e produzida por Knowles e produzida pr Pharrell Williams para o seu segundo álbum de estúdio Sol-Angel and the Hadley St. Dreams.

## Faixas
CD Single dos EUA
1. "I Decided" (Parte 1) (Neptunes Mix)
2. "I Decided" (Parte 2) (Freemasons Mix)

Maxi Single
1. "I Decided" (Parte 2) (Freemasons Mix)
2. "God Given Name" (Versão de Soulshock & Karlin)
3. "I Decided" (Parte 2) (Freemasons Mix) (Instrumental)
4. "I Decided" (Parte 2) (Freemasons Mix) (Vídeo)

CD Single do Reino Unido
1. "I Decided" (Part 2) (Freemasons Mix)
2. "God Given Name" (Versão de Soulshock & Karlin)

## Remixes/Versões
- "I Decided" (Parte 1)
- "I Decided" (Parte 1) (Instrumental)
- "I Decided" (Parte 2)
- "I Decided" (Parte 2) (Instrumental)
- "I Decided" ("Radio Mix" Mixado por Ron Fair)
- "I Decided" (Freemasons Extended Club Mix)
- "I Decided" (Freemasons Extended Club Instrumental)
- "I Decided" (Moto Blanco Remix)
- "I Decided" (Moto Blanco Dub)
- "I Decided" (Moto Blanco Remix Edit)
- "I Decided" (Mr Mig Mix)
- "I Decided" (Mr Mig Dub)
- "I Decided" (Mr Mig Radio Edit)
- "I Decided" (King Britt & Philip Charles Classic mix)
- "I Decided" (King Britt Five Six mix)
- "I Decided" (Remix de Azza)
- "I Decided" (Instrumental do Remix de Azza)
- "I Decided" (Azza Dub)
- "I Decided" (Remix) (com Snoop Dogg)
- "I Decided" (Remix) (com B.o.B)
- "I Decided" (Féria Mix) para promover o L'Oreal Féria

## Desempenho nas paradas musicais
| Parada musical (2008)                            | Melhor posição |
| ------------------------------------------------ | -------------- |
| Estados Unidos - Global Dance Tracks             | 15             |
| Irlanda - Irish Singles Chart                    | 49             |
| França - French Singles Chart                    | 28             |
| Japão - Japan Hot 100 Singles                    | 79             |
| Turquia - Turkey Top 20 Chart                    | 20             |
| Reino Unido - UK Singles Chart                   | 27             |
| Reino Unido - UK R&B Singles Chart               | 6              |
| Estados Unidos - Billboard Hot Dance Club Songs  | 1              |
| Estados Unidos - Billboard R&B/Hip-Hop Songs     | 44             |
| Estados Unidos - Billboard Hot 100 Singles Sales | 1              |
| Estados Unidos - Billboard Hot Adult R&B         | 28             |